# Afrarchaea harveyi
Espèce
Afrarchaea harveyi est une espèce d'araignées aranéomorphes de la famille des Archaeidae.

## Distribution
Cette espèce est endémique du KwaZulu-Natal en Afrique du Sud,.

## Publication originale
- Lotz, 2003 : Afrotropical Archaeidae: 2. New species of the genera Archaea and Afrarchaea (Arachnida: Araneae). Navorsinge van die Nasionale Museum Bloemfontein, vol. 19, p. 221-240.